# 검은 꽃잎이 질 때
"검은 꽃잎이 질 때"는 1963년 공개된 대한민국의 영화이다.

## 배역
- 박노식
- 김지미
- 김석훈
- 황해
- 남미리